# Groupe G de la Coupe du monde de football 1998
Navigation
- A
- B
- C
- D
- E
- F
- G
- H

- 1/8e f.
- 1/4 f.
- 1/2 f.
- Finale

Le groupe G de la Coupe du monde 1998, qui se dispute en France du 10 juin au 12 juillet 1998, comprend quatre équipes dont les deux premières se qualifient pour les huitièmes de finale de la compétition.
Le premier de ce groupe affronte le deuxième du groupe H et le deuxième de ce groupe affronte le premier du groupe H.

## Classement
|   | Équipe     | Pts | J | G | N | P | Bp | Bc | Diff |
| 1 | Roumanie   | 7   | 3 | 2 | 1 | 0 | 4  | 2  | +2   |
| 2 | Angleterre | 6   | 3 | 2 | 0 | 1 | 5  | 2  | +3   |
| 3 | Colombie   | 3   | 3 | 1 | 0 | 2 | 1  | 3  | -2   |
| 4 | Tunisie    | 1   | 3 | 0 | 1 | 2 | 1  | 4  | -3   |

| 14 | 15 juin 1998 | Angleterre | 2 - 0 | Tunisie    |
| 15 | 15 juin 1998 | Roumanie   | 1 - 0 | Colombie   |
| 31 | 22 juin 1998 | Colombie   | 1 - 0 | Tunisie    |
| 32 | 22 juin 1998 | Roumanie   | 2 - 1 | Angleterre |
| 47 | 26 juin 1998 | Roumanie   | 1 - 1 | Tunisie    |
| 48 | 26 juin 1998 | Colombie   | 0 - 2 | Angleterre |

## 1rejournée

### Angleterre - Tunisie
| 15 juin 1998                        | Angleterre                | 2 - 0   | Tunisie | Stade Vélodrome, Marseille                       |                                                  |
| 14 h 30 · Historique des rencontres | Shearer 42e · Scholes 89e | (1 - 0) |         | Spectateurs : 55 000 Arbitrage : Masayoshi Okada | Spectateurs : 55 000 Arbitrage : Masayoshi Okada |
| 14 h 30 · Historique des rencontres | Rapport                   |         |         | Spectateurs : 55 000 Arbitrage : Masayoshi Okada | Spectateurs : 55 000 Arbitrage : Masayoshi Okada |

### Roumanie - Colombie
| 15 juin 1998                        | Roumanie   | 1 - 0   | Colombie | Stade de Gerland, Lyon                         |                                                |
| 17 h 30 · Historique des rencontres | Ilie 45+1e | (1 - 0) |          | Spectateurs : 39 100 Arbitrage : Lim Kee Chong | Spectateurs : 39 100 Arbitrage : Lim Kee Chong |
| 17 h 30 · Historique des rencontres | Rapport    |         |          | Spectateurs : 39 100 Arbitrage : Lim Kee Chong | Spectateurs : 39 100 Arbitrage : Lim Kee Chong |

## 2ejournée

### Colombie - Tunisie
| 22 juin 1998                        | Colombie     | 1 - 0   | Tunisie | Stade de la Mosson, Montpellier                  |                                                  |
| 17 h 30 · Historique des rencontres | Preciado 82e | (0 - 0) |         | Spectateurs : 29 800 Arbitrage : Bernd Heynemann | Spectateurs : 29 800 Arbitrage : Bernd Heynemann |
| 17 h 30 · Historique des rencontres | Rapport      |         |         | Spectateurs : 29 800 Arbitrage : Bernd Heynemann | Spectateurs : 29 800 Arbitrage : Bernd Heynemann |

### Roumanie - Angleterre
| 22 juin 1998                       | Roumanie                    | 2 - 1   | Angleterre | Stade municipal, Toulouse                   |                                             |
| 21 h 0 · Historique des rencontres | Moldovan 46e · Petrescu 90e | (0 - 0) | 81e Owen   | Spectateurs : 33 500 Arbitrage : Marc Batta | Spectateurs : 33 500 Arbitrage : Marc Batta |
| 21 h 0 · Historique des rencontres | Rapport                     |         |            | Spectateurs : 33 500 Arbitrage : Marc Batta | Spectateurs : 33 500 Arbitrage : Marc Batta |

## 3ejournée

### Roumanie - Tunisie
| 26 juin 1998                       | Roumanie     | 1 - 1   | Tunisie            | Stade de France, Saint-Denis                   |                                                |
| 21 h 0 · Historique des rencontres | Moldovan 71e | (0 - 1) | 12e (pen.) Souayah | Spectateurs : 77 000 Arbitrage : Edward Lennie | Spectateurs : 77 000 Arbitrage : Edward Lennie |
| 21 h 0 · Historique des rencontres | Rapport      |         |                    | Spectateurs : 77 000 Arbitrage : Edward Lennie | Spectateurs : 77 000 Arbitrage : Edward Lennie |

### Colombie - Angleterre
| 26 juin 1998                       | Colombie | 0 - 2   | Angleterre                 | Stade Bollaert-Delelis, Lens                          |                                                       |
| 21 h 0 · Historique des rencontres |          | (0 - 2) | 20e Anderton · 29e Beckham | Spectateurs : 38 100 Arbitrage : Arturo Brizio Carter | Spectateurs : 38 100 Arbitrage : Arturo Brizio Carter |
| 21 h 0 · Historique des rencontres | Rapport  |         |                            | Spectateurs : 38 100 Arbitrage : Arturo Brizio Carter | Spectateurs : 38 100 Arbitrage : Arturo Brizio Carter |

## Buteurs
| Rang  | Joueur          | Buts |
| ----- | --------------- | ---- |
| 1     | Viorel Moldovan | 2    |
| 2     | Darren Anderton | 1    |
| 2     | David Beckham   | 1    |
| 2     | Michael Owen    | 1    |
| 2     | Paul Scholes    | 1    |
| 2     | Alan Shearer    | 1    |
| 2     | Léider Preciado | 1    |
| 2     | Adrian Ilie     | 1    |
| 2     | Dan Petrescu    | 1    |
| 2     | Skander Souayah | 1    |
| TOTAL | TOTAL           | 11   |